# Tammerkoski
Tammerkoski je kanal brzic v Tampereju na Finskem. Mesto Tampere leži med dvema jezeroma, Näsijärvi in Pyhäjärvi. Višinska razlika med njima je 18 metrov, voda pa teče od Näsijärvija do Pyhäjärvija skozi brzice Tammerkoski. Bregovi reke Tammerkoski so med najstarejšimi industrijskimi območji na Finskem. V 17. stoletju je bila živahna tržnica. Tampere je bil ustanovljen na bregovih brzic, saj je deroča voda zagotavljala veliko moči za potrebe industrije.
Na reki Tammerkoski so štiri elektrarne in trije jezovi. Najvišji po nadmorski višini je jez med Finlaysonom in Tampello. Od tega jezu vodi tok do elektrarn Finlayson in Tampella na obeh straneh brzic. Na sredini je mestna elektrarna, najnižje pa jez pri kartonažni tovarni Tako, ki je v lasti M-reala. Tri najvišje elektrarne so v lasti mesta, medtem ko je elektrarna pri Tako večinoma v lasti občinskega elektropodjetja Južne Savonije.

## Zgodovina
Tammerkoski se v uradnih dokumentih omenja od leta 1405. V 15. stoletju so na kanalu zgradili prve jezove. Prvi spor glede pravic do mlinskega obrata se je zgodil leta 1466, ko so se Takahuhti, Messukylä in Tammerkoski prepirali glede svojih deležev. Približno sto let pozneje je vlada opazila možnosti na tem območju in je jezove, ki so jih nadzirali kmetje, poskušala nadomestiti s svojimi. Poskus je bil zaradi nasprotovanja prebivalcev neuspešen.
V 17. stoletju je bila na območju Tammerkoski ustanovljena priljubljena in znana tržnica. Stalna tržnica je ostala v bližini dvorca Tammerkosken, zahodno od mostu čez kanal. V začetku 18. stoletja so glavno tržnico preselili v Harju.
Leta 1775 je kralj Gustav III. Švedski odpotoval na Finsko in podpisal ustanovitveno listino za Tammerkoski, mesto, ki se je pozneje preimenovalo v Tampere. Lesen most čez Tammerkoski je bil zgrajen leta 1807. Kasneje je bil leta 1884 nadomeščen z železnim mostom, leta 1929 pa z železno-betonskim mostom, imenovanim Hämeensilta. Za uporabo motornih vozil je bilo od takrat zgrajenih veliko drugih mostov. Sem spadajo Ratinan silta, Satakunnansilta in Paasikivensilta. Za uporabo v manjšem prometu sta na voljo Ratinan suvannon silta in Patosilta. Tam je tudi dvotirni železniški most.
Do začetka 1990-ih je večina industrije izginila z bregov Tammerkoskega. Tovarna kartona Tako je edini večji industrijski obrat, ki še deluje na tem območju in proizvaja predvsem visokokakovostne embalaže za luksuzne predmete, kot so francoski parfumi. Stavbe starih tovarn so med drugim spremenjene v restavracije in muzeje. Vode Tammerkoskega so precej neonesnažene in spadajo v kakovostni razred II po klasifikaciji finskega okoljskega organa, kanal pa je priljubljen med ribiči.